# Зяючі висоти
«Зяючі висоти» (рос. Зияющие высоты) — твір російського філософа, художника та літератора Олександра Зінов'єва, критично налаштованого до дійсності СРСР. Автор, використавши в творі форму абсурдизму, піддав ніщівній критиці засилля цензури і поразки в економіці СРСР.

## Передумови створення
Олександр Зінов'єв пройшов довгий шлях поневірянь та самопізнання, поки дійшов до визнання вартості самоосвіти і піддання сумніву явищ радянської дійсності. Йому випало жити в розбурханій колективізацією та індустріалізацією країні, навчатися в радянській школі і вищому навчальному закладі в Москві і багато самостійно читати.
Як більшість молоді, він був схильний жартувати, ще не відчуваючи більшості заборонених для аналізу чи жартів явищ радянської дійсності. Тим паче для критики, бо навіть необразливий жарт у заляканих арештами мешканців викликав паніку, підозри в контрреволюційній діяльності, неминучість покарання.
Як відомо, 1935 року в СРСР надрукували проект нової конституції держави. Вважали, що її автором був сам Сталін. Проект діяльно обговорювали, мало що в ньому розуміючи, адже країна проходила важкий етап ликвідації неписьменності, зміцнення радянської цензури, зламу старого побуту і безбожної п'ятирічки, розпочатої 15 травня 1932 року. Обговорення нової конституції відбувалось і в школі, де навчався тоді Олександр Зінов'єв. Він сам та ще два товариші розпочали грати в конституцію і створили її жартівливу версію. Згідно з жартівливливою контитуцією ледачі та невігласи-учні мали право на добрі оцінки, як і відмінники. Погані учні отримували право на навчання в найкращих вишах, а дурники займати найкращі посади в країні. Вигадана держава навіть мала власні гроші, на які, за жартом, нічого не можна було купити. Народу наказували схвалювати будь-які рішення влади. Жартівливу конституцію записали, витративши цілий зошит. Поява гри за жартівливою конституцією викликала в школі паніку. На учнів написали донос і в школу прибули представники НКВС. Трійцю жартівників виключили зі школи, хоча залякані хлопці не визнавали провини і не зізнались в авторстві. Справу хлопців розслідували два тижні і визнали за найкраще тихо замовчити.
Справа могла закінчитися значно гірше, як то було в долі студента Дмитра Лихачова. Він брав участь у напівжартівливій студентській «Космічній академії наук», де зробив доповідь про небажаність зміни Леніном старої російської орфографії, «ворогом Церкви Христової і народу російського». Університет давно був під пильним наглядом ЧК. Жартівливої доповіді було достатньо для арешту 17-річного студента 8 лютого 1928 р. і заслання в Соловецький концтабір особливого призначення (як політв'язня, тобто найгірша з категорій радянських в'язнів).
Подія з жартівливою конституцією та знайомство з НКВС вплинули на становлення внутрішнього світу Олександра Зінов'єва та його характер. Він не перестав аналізувати загрозливу, сталінську реальність, навіть складав небезпечні вірші, але почав позбавлятися чернеток, не писав щоденників, роками знищував власний архів. Але творчий процес не припиняв. І навіть парадоксальну назву «Зяючі висоти» винайшов ще до війни 1941-1945 років.

## Друк в Швейцарії і позбавлення громадянства СРСР
«Зяючі висоти» стала першою значною книгою логіка і літератора Олександра Зінов'єва післясталінської доби. Усвідомлюючи неможливість друку надто незвичного твору в СРСР, автор передав рукопис за кордон, де той був надрукований в Швейцарії 1976 року і отримав широке визнання. Критичне спрямування книги, доведення аналізу радянської дійсності до її логічного абсурду сприяло світовій славі автора. В СРСР появу книги в капіталістичній Західній Європі розглядали як антирадянську діяльність і покарали Олександра Зінов'єва позбавленням посади зав. катедрою, позбавленням всіх наукових звань і робочого місця взагалі. Його викликали на співбесіду в держбезпеку, де запропонували або тюремне ув'язнення, або його «добровільну» еміграцію із СРСР.
Автор обрав добровільну еміграцію і відбув 1978 року в Німеччину. Зінов'єв з родиною мешкав в Мюнхені і перебував під постійним наглядом спецслужб СРСР. Повернувся в Росію 1999 року тільки після розпаду СРСР та відновлення в країні капіталізму.

## Книга Зінов'єва
Твір Зінов'єва не має наскрізного сюжету. Вся книга — низка декількох сотень розрізнених епізодів із карикатурним зображенням подій з життя радянських інтелігентів. Мета — езоповою мовою подати абсурд такого життя і в такій країні. Персонажі досить схематичні, хоча на ними стоять реальні прототипи, схематичне і описане місто Ібанськ. При читанні твору треба бути готовим до зустрічі з прикрими явищами, їх описами та непристойностями.